# Victor Muffat-Jeandet
 Victor Muffat-Jeandet, född den 5 mars 1989 i Aix-les-Bains, är en fransk alpin skidåkare. 
Sin FIS-debut gjorde han 9 december 2004 i La Plagne, då han kom på 39:e plats i en slalomtävling. Världscupdebuten ägde rum den 28 februari 2009 i Kranjska Gora, där han inte kvalificerade sig till andra åket.
Den 26 oktober 2014 kom han på femteplats i storslalom. Hans första pallplats kom den 16 januari 2015 i Wengens superkombination.